# St. Anna (Peheim)

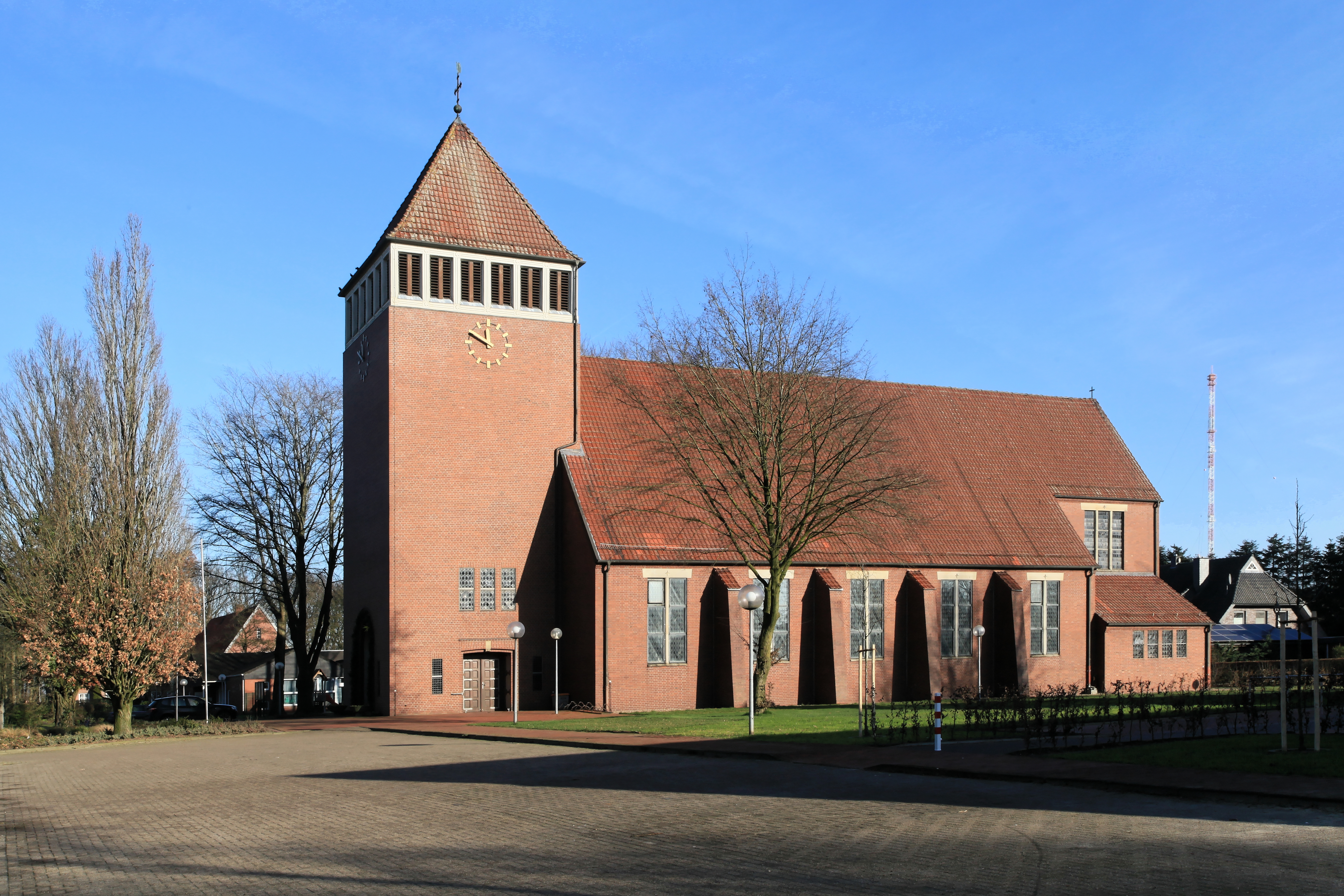
Kath. Kirche St. Anna in Peheim

St. Anna in Peheim im niedersächsischen Landkreis Cloppenburg ist eine römisch-katholische Filialkirche der Pfarrei St. Johannes Baptist (Molbergen). Sie steht unter dem Patrozinium der heiligen Anna, der Mutter der Gottesmutter Maria, und gehört zum Bistum Münster. Das Gotteshaus ist eine Saalkirche im Stil der Moderne und bietet 400 Gläubigen Platz.

## Geschichte

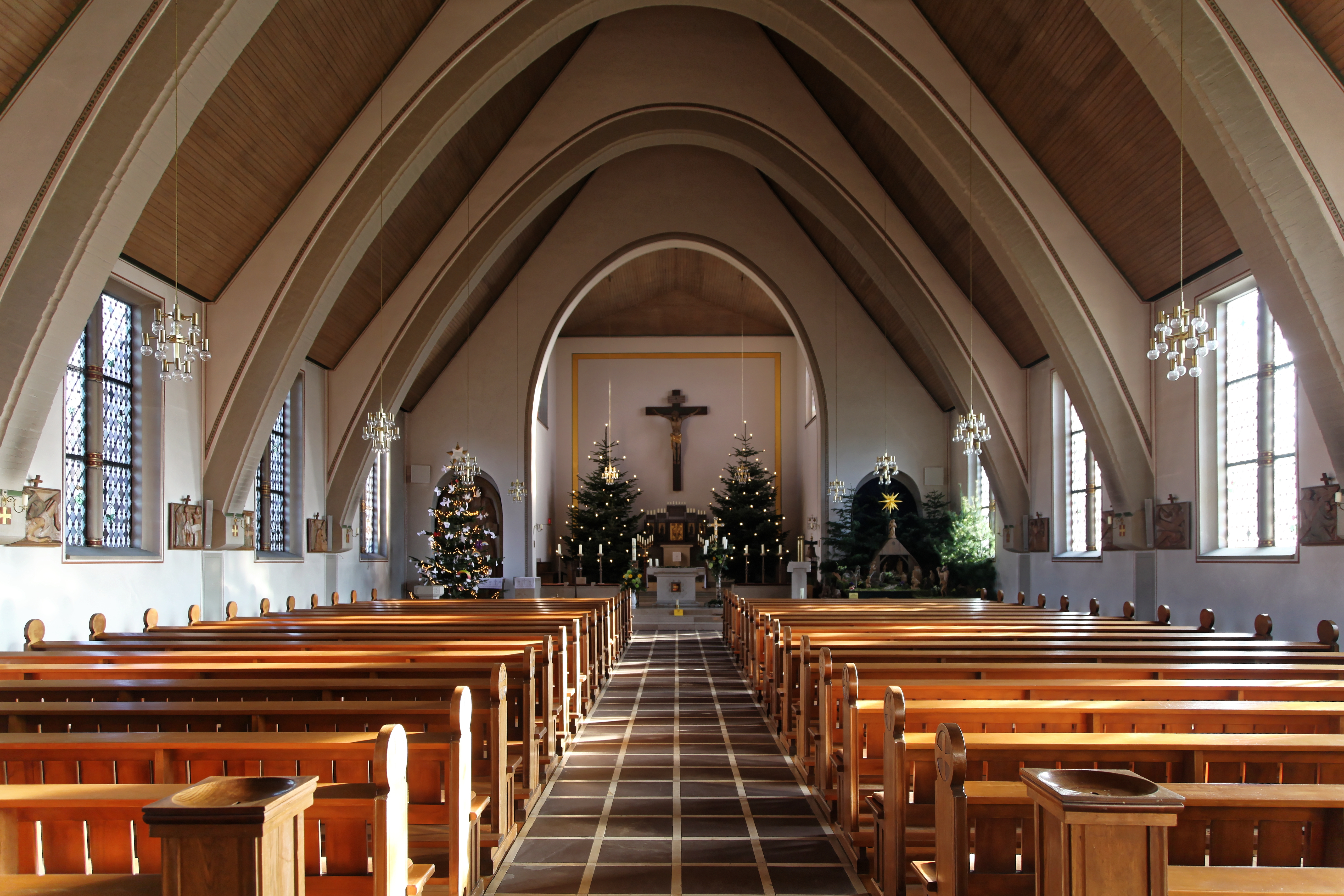
St. Anna (2020)

In der Molberger Bauerschaft Peheim war 1506 eine Kapelle zu Ehren der heiligen Anna erbaut worden. Dort feierte ein Pfarrer aus Molbergen mehrmals jährlich die heilige Messe. Weil die Kapelle zu Beginn des 19. Jahrhunderts baufällig wurde, konnte wegen der schlechten wirtschaftlichen Situation erst 1851 der Neubau einer Kirche verwirklicht werden.
1860 wurde Peheim zur selbstständigen Kapellengemeinde erhoben, und an Sonn- und Feiertagen fanden regelmäßige Gottesdienste mit einem eigenen Geistlichen satt. Nach der Abpfarrung von Molbergen 1926 entstand die eigenständige Pfarrei St. Anna.
Weil ein Bombenangriff in letzten Jahr des Zweiten Weltkrieges das Kirchengebäude sehr stark beschädigte und das Inventar fast vollständig zerstörte, musste ein neues Gotteshaus errichtet werden. Die vom Architekten Friedrich Heuer (Bremen) entworfene Kirche wurde in den Jahren 1951 bis 1953 gebaut und am 14. Juli 1953 durch Bischof Heinrich Roleff ebenfalls der heiligen Anna, der Großmutter Jesu Christi, geweiht. Das Gebäude ist ein moderner Backsteinbau mit Turm. Als Kriegergedächtnisstätte dient seitdem der nicht zerstörte Glockenturm der alten Kirche.
Der St.-Anna-Kindergarten konnte 1973 eröffnet werden. 1978 folgten ein Pfarrzentrum (mit Bücherei) sowie ein Pfarrhaus. Die 1984 verwaiste Pfarrstelle wird seit 1986 vom Molberger Pfarrer mitbetreut.
Durch Fusion entstand aus den bisherigen Pfarreien Molbergen und Peheim am 30. September 2007 die neue Kirchengemeinde St. Johannes Baptist in Molbergen. Am 1. Januar 2024 schlossen sich die Pfarreien in Bethen, Cappeln, Cloppenburg, Emstek, Essen, Lastrup, Lindern, Löningen und Molbergen zusammen zum Katholischen Kirchenverband „Pastoraler Raum Cloppenburg-Löningen“ mit Sitz in Cloppenburg.

## Glocken
Neben einer Sakristeiglocke (Ø 35 cm) von 1505 besitzt St. Anna die folgenden zwei Bronzeglocken, die in Hemelingen gegossen wurden.
- Glocke 1: Schlagton: gis1; Ø 95 cm; Gießerei: Franz Otto; Gussjahr: 1953
- Glocke 2: Schlagton: h1; Ø 83 cm; Gießerei: Franz Otto; Gussjahr: 1953[3]

## Orgel

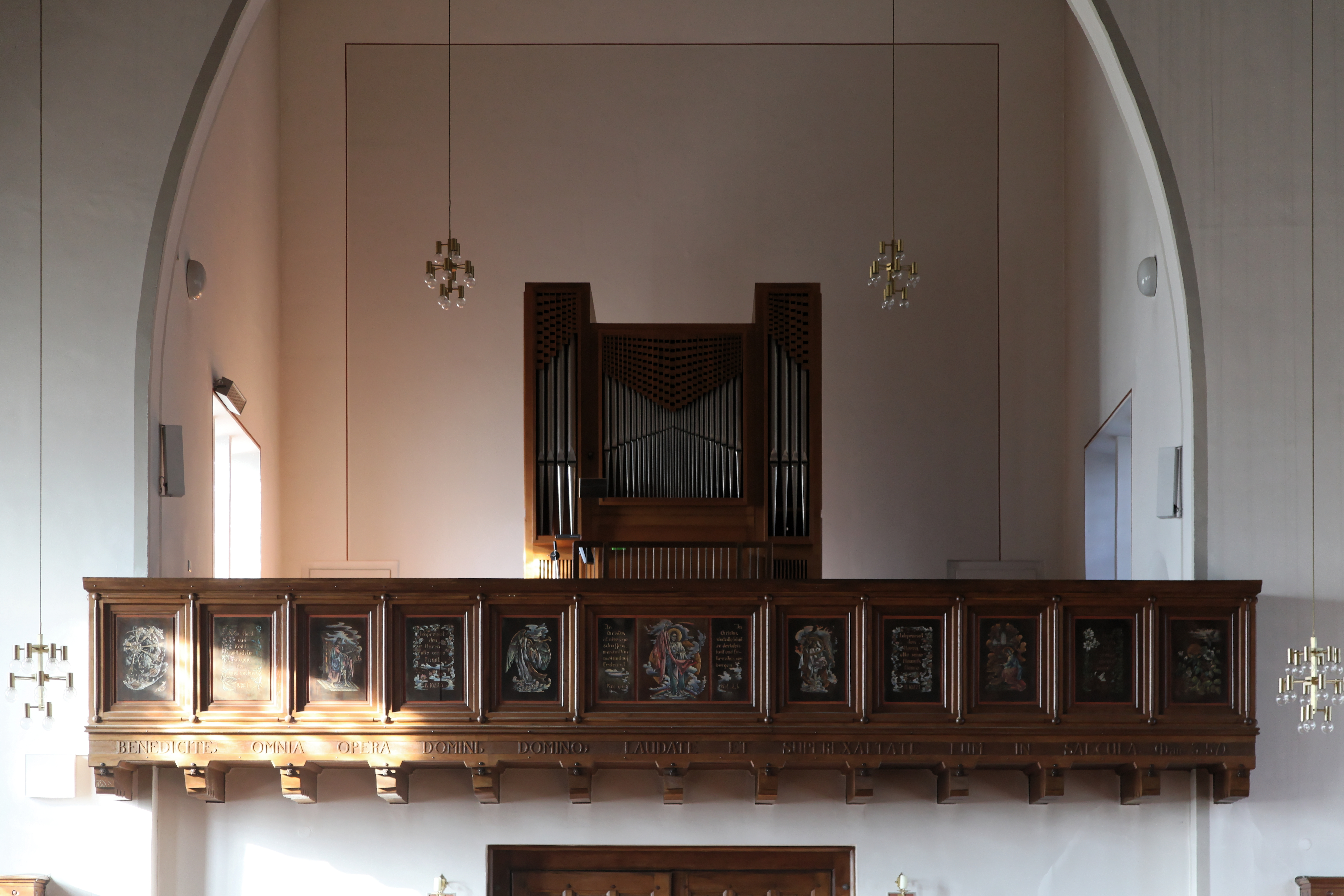
Orgel (2020)

1868 installierte die Firma B. Kröger & Söhne (Goldenstedt) in St. Anna eine einfache gebrauchte Orgel (I+aP/9), die aus Holdorf stammte. Friedrich Fleiter (Münster) erstellte 1908 eine neue einfache Orgel (I+P/6). 1968 baute Matthias Kreienbrink (Osnabrück) die größere aktuelle Orgel (II+P/12). Eine Reinigung und Überholung des Instruments erledigte 2012 die Manufaktur Stefan Peters (Glandorf).
Die Schleifladen-Orgel von 1968 hat 12 Register und besitzt zwei Manuale (C - g3) sowie ein Pedal (C - f1). Die Spieltraktur und die  Registertraktur sind mechanisch.